# Campionati mondiali giovanili di nuoto sincronizzato 1993
I III Campionati mondiali giovanili di nuoto sincronizzato si sono svolti in Gran Bretagna dal 27 al 30 agosto 1993. Le sedi di gara sono state a Leeds.

## Medagliere
| Posiz. | Nazione  | Oro | Argento | Bronzo | Totale |
| ------ | -------- | --- | ------- | ------ | ------ |
| 1      | Russia   | 2   | 0       | 1      | 3      |
| 2      | Canada   | 1   | 2       | 0      | 3      |
| 3      | Giappone | 0   | 1       | 2      | 3      |
| Totale | Totale   | 3   | 3       | 3      | 9      |

## Risultati
| Evento       | Oro              | Argento       | Bronzo      |
| Stile libero |                  |               |             |
| Singolo      | Ol'ga Brusnikina | Kasia Kulesza | Miho Takeda |
| Duo          | Russia           | Canada        | Giappone    |
| Squadra      | Canada           | Giappone      | Russia      |